# Unidad de Instrumentos Dinámicos
La Unidad de Instrumentos Dinámicos, conocida por sus siglas UID, es un conjunto de elementos que se utilizan en la práctica odontológica, asociados al área clínica en función del procedimiento que se está realizando.

## Elementos que lo conforman
La Unidad de Instrumentos Dinámicos se conforma por:
1. Los instrumentos dinámicos
2. Los Terminales
3. El Manómetro
4. El control de pie

### Instrumentos Dinámicos
Los instrumentos dinámicos que componen la unidad son:
La turbina de Alta velocidad:
- Sistema Colchón de Aire: De alto costo. Alcanza 500.000 rpm debido a un menor roce, de vida útil de aproximadamente seis años. Ejerce una presión de 60 libras
- Sistema de Rodamientos: de menor Costo. Sus velocidades varían entre 300.000 y 400.000 rpm debido a un mayor tamaño de cabezal. Su vida útil está entre dos a tres años y ejerce una presión de 30 libras

El Micromotor de baja velocidad:
- Eléctricos: Más silenciosos con mejor torque, pero de alto costo.
- Neumáticos: de mayor duración y menor costo, pero requieren de constante manutención.

Ambos Micromotores tienen una velocidad de 35.000 rpm aproximadamente, aunque el eléctrico puede alcanzar un poco más.
El Contraángulo:
Instrumento que se usa sobre el micromotor para trabajar en boca
- Verde: reduce la velocidad del micromotor de tres a siete veces. Usado usualmente en la profilaxis y endodoncia.
- Azul: mantiene la velocidad del micromotor.
- Rojo: Multiplica la velocidad del micromotor tres o más veces.

La pieza de mano:
Se usa sobre el micromotor y es de uso limitado debido a que utilización es externa y no en boca. Posee larga vida útil y girasobre un eje de rodamientos.
La Jeringa Triple:
Es el instrumento que expele agua, aire o ambas a la vez. Puede ser con o sin calefacción.

### Terminales
Existen los terminales para turbina y para micromotor. Constan de cuatro piezas:
- El regulador de presión
- La válvula hidroneumática
- Una manguera
- Un conector

Los terminales puede ser:
- Sistema Borden: Posee dos orificios, el de mayor diámetro para aire y el de menor para agua. Se fabricó también con 3 orificios.
- Sistema Midwest: Posee cuatro orificios: dos pequeños que son uno para agua y otro para aire de purga del circuito de agua; Y dos grandes uno más pequeño para entrada de aire y otro mayor para salida o retorno de este hacia un filtro que elimina el aceite en suspensión.
- Sistema Midwest + luz: Posee seis orificios; los cuatro comunes del sistema midwest, y dos orificios / pines, para el paso de electricidad con el fin de encender la iluminación del instrumento.

### Manómetro
Permite medir la presión de aire y agua contenidos en la Unidad de fuerza neumática.

### Control de pie
Al presionarlo permite el paso de presión desde la Unidad de Fuerza neumática hacia los terminales. En él existe el botón para el paso de agua.
- Datos: Q6156120